# Isolation (존 레논의 노래)
〈Isolation〉은 존 레논의 첫 공식 솔로 음반인 《John Lennon/Plastic Ono Band》에 수록된 1970년 노래이다. 그 곡은 음반의 한쪽을 끝내고 다섯 번째 곡이다. 필리핀에서 애플 레코드는 〈Mother〉의 B 사이드로 〈Isolation〉을 발매했는데, 《John Lennon/Plastic Ono Band》는 B 사이드인 오노 요코의 〈Why〉였던 대부분의 나라들과 대조된다. 그 곡은 또한 〈Mother〉, 〈Look at Me〉 그리고 〈My Mummy's Dead〉와 함께 멕시코에서 EP로 발매되었다.

## 참여 인원
원래 녹음에서 연주한 음악가는 다음과 같다.
- 존 레논 - 보컬, 피아노
- 링고 스타 - 드럼
- 클라우스 부어만 - 베이스 기타